# Markaz Abū Tīj
Markaz Abū Tīj (arabiska: مركز أبو تيج) är en region i Egypten.   Den ligger i guvernementet Asyut, i den centrala delen av landet, 300 km söder om huvudstaden Kairo.